# Палюстран, Кристиан
Кристиан Палюстран (фр. Christian Palustran, род. 1947, Сен-Клу, Франция) — французский драматург и писатель. Его произведения, в том числе для молодежи — ставились на сцене и транслировались в эфире радиостанций различных стран.

## Биография
Кристиан Палюстран начал свою творческую карьеру в Париже. Он очень рано увлекся писательством и драматическим искусством. Закончив Сорбонну он был назначен преподавателем в учебном заведении в Нормандии. Кристиан ставил спектакли со своими учениками и руководит писательскими кружками от начальной школы до университета. В то же время он сам приступает к написанию пьес, и две его первые работы, «Escapade» (в переводе с фр. — «"Побег"») и «Histoire d’œuf» (в переводе с фр. — «"История яйца"»), были удостоены наград и представлены на национальном конкурсе в городе Мец, Франция.
Будучи известен как пропагандист хорошего любительского театра, он приглашался на французские и зарубежные фестивали, где показывают его пьесы, в США, в Канаде и Бельгии. В Бельгии пьесы «Желтая бабочка, называемая Сфинксом» («Un papillon jaune appelé Sphinx») и «Вред Bурбона» («Les méfaits du Bourbon») представляли Францию на фестивале Естивадec, международных фестивалях Аита в городе Марке-ан-Фаменне, пьеса «Ловушка» («La Chausse-trape») на Первом международном фестивале в городе Намюр. Точно так же пьеса «Желтая бабочка, называемая Сфинксом» участвовала в университетском фестивале в Вальядолиде, Испания.
Являясь полиглотом, Кристиан Палюстран переводит других авторов или помогает в переводе своих текстов. Он также поддерживает Франкофонию и является гостем Альянс Франсез и Институт Франсез. В 2016 и 2017 годах входил в состав жюри франкоязычного фестиваля «Ménestrel chantant» («Поющий менестрель») в Москве. С 2009 по 2019 год возглавлял франкоязычный фестиваль «La Première» в Кирове, Россия.
Кристиан Палюстран является автором нескольких сборников: «Le Crépuscule des fées» (в переводе с фр. — «Сумерки фей»), «Les contes du croissant de lune» (в переводе с фр. — «"Сказки о полумесяце"») и «Métamorphoses, mon amour» (в переводе с фр. — «"Метаморфозы, любовь моя"») по мотивам знаменитого произведения Овидия. Эти произведения транслировались различными радиостанциями, в том числе и национальной радиостанцией France-Culture, где они прозвучали в исполнении известных французских актёров, таких как Мишель Буке, Мишель Галабрю, Майкл Лонсдейл. Они были исполнены на публике, в частности, актёром Клодом Пьеплю на национальном фестивале чтецов (в городе Шевильи-Ла-Рю) и в нескольких городах Франции, Эльзасе и Нормандии.
Кристиан Палустран написал около тридцати пьес разных жанров которые, по мнению критиков, могут быть «смешными, нежными и иногда свирепыми». Многие из них были разыграны во Франции и других франкоязычных странах. Например, в Париже, и в других регионах Франции: в Лилле, в Провансе-Кот д’Азур, в Авиньонe (национальный фестиваль), а также в Бельгии, Швейцарии и Канаде. Многие из них прозвучали в эфире радиостанций France-Culture и Radio-France Internationale. Некоторые из них были переведены на другие языки и поставлены за рубежом: в Нью-Йорке пьеса «Побег» выиграла первый приз, в Аргентине, а также и в странах восточной Европы (Болгария, Румыния и Россия). Среди них есть много сатирических комедий, в которых он постоянно иронизирует реалии нашего времени. Кристиан Палюстран также является автором трагических монологов и социальных драм.
Писатель проявляет интерес к молодёжному театру.

## Драматические произведения, созданные в России
Эти произведения были исполнены на французском и русском языках в Кирове, в областном дворце молодёжи и в Техническом колледже в рамках франкоязычного фестиваля La Première.
- «Санта-Клаус больше не отвечает» (фр. Le Père Noël ne répond plus), перевод Марины Кокориной, 2003.
- «Сестра Белоснежки» (фр. La Sœur de Blanche Neige), перевод Марины Кокориной, 2006.
- «Дело Шапочки» (фр. L’Affaire Chaperon), перевод Марины Кокориной, 2010.
- «История яйца» (фр. Histoire d’œuf), перевод Марины Кокориной, 2002, 2013.[16]
- «Война деревьев» (фр. La Guerre des Arbres), перевод Сергея Халецкого, 2016.
- «Большая дискуссия» (фр. Le Grand débat), перевод Марины Кокориной, 2018.
- «Упрямый Кот» (фр. Le Chat buté), перевод Марины Кокориной, 2019.

## Произведения

#### Cказки
- Радиокассеты Radio-France: La Surprise du père Noël, 1987; Le Crépuscule des fées, 1993 · ISBN 5-8200-1189-9 · ISBN 978-5-8200-1189-4
- Радиозаписи France-Culture (Франция), Radio suisse romande (Швейцария) и Radio Canada: La Dame de glace, La Nouvelle Peau d’Âne, Le Procès du Petit Chaperon rouge; La Surprise du père Noël, Le Paysan, le Roi et la Marmite (4 серии), Le Destin des arbres, Le Chat buté, Histoire de l’étoile de Noël, L’Ovni (2 серии); Concerto pour Lutin, Spectre et Ondine (3 серии), 1980, 1982 et 1984.
- Les Contes du croissant de lune.Art & Comédie.2000 — ISBN 2-84422-169-6
- Concerto pour Lutin, Spectre et Ondine. в журнале L’Encre et l’Œuvre N° 206—207, Souffles, 2004
- Métamorphoses, mon amour, по Овидия.. — Hachette jeunesse, collection Histoires de vies, 2005 — ISBN 2-01-321136-8
- Книга также переведена шрифтом Брайля (GIAA PACA/CORSE)

#### Театр
Резюме, количество действующих лиц, места и даты создания см. список пьес в репертуаре авторов.
Для детей и подростков
- La Queue du chat, in Démocratie mosaïque 4. — Lansman, 2000— (ISBN 2-87282-276-3)
- Théâtre de Noël (La Surprise du père Noël, Histoire de l'étoile et de l’arche, La Guerre des arbres, Le Magicien). — Les Mandarines 2004 — ISBN 2-9516482-5-1.
- La Reine et l’Olifant magique, Peau d’Âne 2000 et Concerto pour Lutin, Spectre et Ondine. — La Fontaine, 2005 — ISBN 2-907846-88-4.
- L’Affaire Chaperon in Démocratie mosaïque 3, 1998 и in Petites pièces pour dire le monde. — Lansman, 2005 ISBN 2-87282-494-4
- La Sœur de Blanche-Neige. — Art & Comédie,2006 — ISBN 2-84422-491-1.
- Histoire d'œuf (новый выпуск). — Les Mandarines,2020 — ISBN 978-2-491-92100-2.

Для любой аудитории
- Escapade, L’Avant-scène Théâtre, N°735/736, 1983
- Journal d'un loup-garou, Abîmes et Nuage. — Lansman. — ISBN 2-87282-155-4.
  - Радиовещания Journal d’un loup-garou на Radio France-Culture (1991) и Nuage на Radio suisse romande (1990)
- Une soirée tranquille. — La Fontaine. — ISBN 2-907846-26-4.
- Le Grand Débat (из Un paradis d’enfer), Болгарский перевод, Болгарский обзор Panorama N°3, Le théâtre français contemporain, 1998
- Citizen B.V. ou La Barbe Verte. — Art & Comédie. — ISBN 2-84422-201-3.
- Le Paysan, le Roi et la Marmite. — La Fontaine. — ISBN 2-907846-17-5.
- Un papillon jaune appelé sphinx, трехъязычная версия французский, итальянский. — La Fontaine. — ISBN — 2-907846-64-7.,
- La Canicule. — La Fontaine. — ISBN 2-907846-62-0. Радиовещания на Radio France-Culture (1978 et 1979) и в десятке стран (1983)
- Queneau, que si, ouvrage collectif. — Les Quatre Vents. — ISBN 2-7498-0903-7.
- La Chausse-trape. — La Fontaine. — ISBN 2-907846-31-0. Радиовещания на Radio France-Culture (1981).
- Les Méfaits du Bourbon. — La Fontaine. — ISBN 2-907846-78-7.
- Théâtre pour appartements et petites scènes (Un paradis d’enfer,Théophraste ou le huitième ciel, Linda et L'Épreuve). — Les Mandarines. — ISBN 2-9516482-7-8.
- Théophraste ou le huitième ciel in Théâtre pour appartements et petites scènes, Les Mandarines, 2006
- Linda et L'Épreuve in Théâtre pour appartements et petites scènes, Les Mandarines, 2006
- Ecco in Un autre regard. — L'Agapante. — ISBN 978-2-9526097-1-5.
- La Fontaine, le Clown et les Écolos, balade théâtrale. — La Fontaine. — ISBN 978-2-35361-029-7.
- Les Télécrates (L’Enjeu) in Scènoblique 2010, ABS, 2011
- Les Télécrates, (новый выпуск).  (L’enjeu et Des coquillettes à la vinaigrette. — ABS. — ISBN 978-2-915839-76-0.
- Vente à domicile, avec Histoire d’œuf et Mythomania, Les Mandarines, 2020
- Mythomania, balade théâtrale, avec Histoire d'œuf et Vente à domicile. — Les Mandarines. — ISBN 978-2-491921-00-2.

#### Авторские переводы
- Un conte de Noël, Французский перевод пьесы Сандры Нордгрен, театральная обработка сказки Чарльза Диккенса (фр.). — Art & Comédie, 2000. — ISBN 2-84422-170-X.
- Le Secret de l’île aux cerfs et L’Enfant espiègle (театральная адаптация сказки Х. К. Андерсена) аргентинского драматурга Алехандро Финци.